# Olga Babiy
Pour les articles homonymes, voir Babiy.
Olga Olehivna Babiy (en ukrainien : Ольга Олегівна Бабій ; née le 20 juin 1989), née Kalinina (ukrainien : Калініна), est une joueuse d'échecs ukrainienne qui détient le titre FIDE de grand maître féminin (WGM, 2013).

## Carrière échiquéenne
En 2009, elle remporte le championnat féminin ukrainien dans la catégorie d'âge U20. La même année, à Yevpatoria, elle obtient la médaille de bronze au championnat d'échecs féminin ukrainien . En 2011 à Shenzhen, elle joue pour l'équipe nationale étudiante ukrainienne lors de l'Universiade d'été 2011 et son équipe gagne la médaille d'argent. En 2015, à Lviv, elle remporte la médaille d'argent au championnat d'échecs féminin ukrainien.
En 2008, elle reçoit le titre FIDE Woman International Master (WIM) ainsi que le titre FIDE Woman Grandmaster (WGM) (Grand Maître Féminin)  cinq ans plus tard. 
Son plus haut score ELO est 2388 (obtenu en 2017).

## Vie privée
Elle déclare être élevée dans une famille de joueurs d'échecs : ses parents et ses sœurs y jouent. Le 8 mars 2022, en raison de l'invasion de l'Ukraine par la Russie en 2022, elle se réfugie en Allemagne. 